# أرنان (تشهاردانغة)
أرنان (بالفارسية: ارنان) هي قرية تقع في إيران في قسم تشهاردانغة الریفي. يقدر عدد سكانها بـ 687 نسمة بحسب إحصاء 2016.